# إدوارد أوتو هامبرو
إدوارد أوتو هامبرو (بالنرويجية البوكمول: Edward Isak Hambro)‏ هو قاضي ومحامي نرويجي، ولد في 26 ديسمبر 1851، وتوفي في 1936.